# Šalgovce
Šalgovce é um município da Eslováquia, situado no distrito de Topoľčany, na região de Nitra. Tem 8,99 km² de área e sua população em 2018 foi estimada em 516 habitantes.

## Demografia
| Ano:        | 1994 | 2004   | 2014   | 2024   |
| ----------- | ---- | ------ | ------ | ------ |
| Broj ljudi: | 515  | 514    | 516    | 470    |
| Razlika:    |      | -0,19% | +0,38% | -8,91% |

| Ano:               | 2023 | 2024   |
| ------------------ | ---- | ------ |
| Número de pessoas: | 483  | 470    |
| Diferença:         |      | -2,69% |